# Школа мусорных вёдер
«Школа мусорных вёдер» («Ашка́нская школа»; англ. Ashcan School) — художественное направление, возникшее в живописи США в начале XX века. Больша́я часть работ представителей школы посвящена реалистичному изображению повседневной жизни бедных и рабочих кварталов Нью-Йорка. Основоположники и крупнейшие представители школы: Роберт Генри, Джон Слоан, Эдвард Хоппер, Джордж Лакс, Эверетт Шинн и Уильям Глакенс.

## История
На стыке XIX и XX веков мегаполисы США переживали крупный рост. Так, население Нью-Йорка увеличилось с полутора миллионов в 1890 году до почти трёх с половиной в 1900 году. Городские газеты того времени стремились передавать новости как можно более натуралистично. Фотоаппараты ещё не могли использоваться для оперативной съёмки происшествий. Поэтому газеты нанимали художников, которые зарисовывали иллюстрации для заметок. По большей части они изображали неприглядные стороны городской жизни. Это дало толчок к появлению и развитию американского реализма. Среди таких художников были Глакенс, Лакс, Слоан и Шинн. Они работали в газете Philadelphia Press и проводили творческие встречи в студии Генри.

### Становление
В период с 1896 по 1904 года по инициативе Генри художники перебрались в Нью-Йорк. На севере города в испанском квартале в 1904 году Генри основал новую студию. Там к нему присоединились Гленн Колман, Джером Майерс и Джордж Беллоуз. Основными объектами зарисовок студийцев были улицы Бауэри с их типичными тогдашними представителями: беспризорниками, проститутками, уличными атлетами, боксёрами и иммигрантами.

### Период расцвета
Спустя два года Генри был избран членом Национальной академии дизайна. Однако после того как в 1907 году академия отказалась выставлять работы художников из его окружения, он решил организовать собственную выставку. В качестве места была выбрана галерея Уильяма Макбета на Пятой авеню. В выставке также решили принять участие художники Артур Дэвис, Эрнест Лоусон и Морис Прендергаст, чьи работы несколько отличались по стилю от картин «филадельфийской четвёрки». Образовавшаяся в результате группа получила название «Восьмёрка». Экспозиция была представлена публике в феврале 1908 года и оставалась доступна на протяжении двух недель. Она имела крупный успех: всего выставку посетило около 7000 человек, раскупивших картин на 4000 $ (около 100 000 $ по курсу начала 2010-х). Помимо Нью-Йорка картины выставлялись ещё в девяти крупных городах. У выставки были и критики, отметившие, что художниками были попраны традиции живописного искусства, их работы вульгарны и вторичны. Так, газета New York Press писала:

Несомненно, нет ничего революционного в том, чтобы идти по следам тех, кто был «на коне» в художественном Париже двадцать лет назад. Как и не является новой отправной точкой в американском искусстве живопись в стиле Мане, Дега и Моне.
Оригинальный текст (англ.)Surely it is not 'revolutionary' to follow in the footsteps of the men who were the rage in artistic Paris twenty years ago. Nor is it 'a new departure in American art' to paint after the manner of Manet, Degas, and Monet.

Положительные же отзывы недостаточную радикальность, наоборот, восхваляли, а также обращали внимание на то, что выставленные работы являются истинно американскими. По словам критика Мэри Фэнтон Робертс (англ. Mary Fanton Roberts):

Мы полны энтузиазма и непостоянны, и мы лишь начинаем осознавать своё могущество, свою красоту, свои промахи и то, что у нас есть почти такое же право относиться к себе, как и к источнику вдохновения.
Оригинальный текст (англ.)We are enthusiastic and fickle, and we are just beginning to understand our power, our beauty, and our blunders and the fact that we have just as good a right to regard ourselves as a source of inspiration as of revenue only.

### Закат
Школа мусорных вёдер пробыла в зените славы совсем недолго. В 1913 году состоялась Арсенальная выставка (одним из организаторов которой был Генри). Она совершила революцию в изобразительном искусстве США, выведя на первый план модернизм. Термин же «школа мусорных вёдер» появился лишь три года спустя. 8 апреля 1916 года художник журнала The Masses Арт Янг в переписке со Слоаном отметил:

Они хотят изображать мусорные вёдра и девочек, сверкающих исподним на Хорейшио-стрит.
Оригинальный текст (англ.)They want to run pictures of ash cans and girls hitching up their skirts in Horatio street.

Термин быстро утратил негативную коннотацию и к 1930-м годам стал повсеместно применяться для обозначения этого художественного направления.

## Примеры работ
- Роберт Генри (1865 — 1929), Снег в Нью-Йорке, 1902
- Джон Слоан (1871 — 1951), Бар Максорлис, 1912
- Джордж Лакс (1867 — 1933), Аллен‑стрит, ок. 1905
- Эверетт Шинн (1876 — 1953), Пятая авеню, 1910
- Уильям Глакенс (1870 — 1938), Итало‑американский праздник, Вашингтон‑сквер, ок. 1912
- Джером Майерс (1867 — 1940), Задний двор, 1887
- Джордж Беллоуз (1882 — 1925), Нью-Йорк, 1911